# 波廷
波廷是巴西圣保罗州的一个市镇。总面积44.651平方公里，总人口17895人，人口密度400.8人/平方公里。